# Hellgate: London
Hellgate: London er det første action role-playing spil udviklet af Flagship Studios. Man kan både spille singleplayer og multiplayer, men der er lagt mest vægt på multiplayer-delen, blandt andet med Stonehenge Chronicles i version 1.1.
Spillets online-del er i øjeblikket lukket ned, men HanbitSoft (spillets nye udgiver efter EA Games stoppede som udgiver) har aktuelle planer om at udgive spillet for ny, men i en free-to-play model, hvorefter online-delen vil være tilgængelig igen.